# Federación Argentina de Boxeo
La Federación Argentina de Boxeo (también denominada por sus siglas como FAB) es el organismo que se dedica a regular las normas del boxeo en Argentina. Se fundó el 23 de marzo de 1920.

## Historia
La Federación Argentina de Boxeo comenzó en dicho país como un deporte amateur y de carácter aristocrático. El primer profesional que saltó a la fama fue Luis Ángel Firpo, un peso pesado que fue apodado como “El Toro Salvaje de las Pampas” en ocasión de la llamada “pelea del siglo” frente a Jack Dempsey, el 14 de septiembre de 1923 por el título mundial y en la que fue derrotado. Este combate es especialmente recordado porque fue la primera transmisión de radiodifusión deportiva desde el exterior.
En la década del 50, surge la figura del mendocino Pascual Pérez, quien fue el primer boxeador argentino coronado como Campeón del Mundo. Lo consiguió el 26 de noviembre de 1954, en Tokio, donde obtuvo la corona de la categoría mosca.
A comienzos de los años 60, otro mendocino: Nicolino Locche, logró la corona del peso liviano y un apelativo que demostraba todas sus condiciones: “El intocable”.
Los años 70 vieron al más importante boxeador de la historia argentina: Carlos Monzón, quien conquistó el galardón de los medianos en 1969 ante Nino Benvenuti y lo retuvo en catorce defensas. Otro de los destacados de la década fue Víctor Emilio Galíndez, campeón mundial de los medio pesados, que retuvo su título en nueve ocasiones.
El cordobés Santos Benigno Laciar, en tanto, obtuvo el título mundial de peso mosca en 1981 y construyó una exitosa carrera a lo largo de la década con dos coronas, mosca y súper mosca, que defendió con éxito en ocho ocasiones.
Por su parte, Juan Martín Coggi, apodado “Látigo”, se alzó en 1987 con el título de los Wélter y Wélter Junior; este último lo retuvo en cuatro combates y lo reconquistó para conservarlo en otras seis defensas.
Otros ídolos del boxeo fueron José María "El Mono" Gatica, Alfredo Prada, Oscar Ringo Bonavena y Horacio Accavallo. 
Además, el boxeo olímpico dio a la Argentina siete medallas doradas, siete plateadas y diez de bronce, lo que constituye la mayor cosecha del deporte nacional.
En la década del 50, junto a la figura de Pascual Pérez se suscitó el auge del pugilismo en la Argentina, donde los medios de comunicación comenzaron a prestar especial atención a este deporte, se crea por ello una publicación semanal llamada K.O. MUNDIAL la cual fue furor.

## Actuales Campeones

### Hombres
| Peso         | Campeón                | Fecha                    |
| ------------ | ---------------------- | ------------------------ |
| Paja         | Vacante                |                          |
| Minimosca    | Leandro Blanc          | 25 de septiembre de 2021 |
| Mosca        | Vacante                |                          |
| Supermosca   | Tobías Jeremías Reyes  | 23 de junio de 2022      |
| Gallo        | Ángel Nicolas Aquino   | 2 de octubre de 2021     |
| Supergallo   | José Arias             | 6 de agosto de 2022      |
| Pluma        | Nicolás Nahuel Botelli | 18 de octubre de 2013    |
| Superpluma   | Kevin L. Acevedo       | 8 de marzo de 2020       |
| Ligero       | Alan Ezequiel Dutra    | 16 de diciembre de 2023  |
| Superligero  | Vacante                |                          |
| Wélter       | José Ángel Rosa        | 27 de mayo de 2022       |
| Superwélter  | Emmanuel Schramm       | 6 de agosto de 2022      |
| Mediano      | Gerardo Luis Vergara   | 27 de septiembre de 2021 |
| Supermediano | Vacante                |                          |
| Mediopesado  | Franco Ezequiel Acosta | 29 de enero de 2022      |
| Crucero      | Yamil Alberto Peralta  | 12 de marzo de 2021      |
| Pesado       | Leandro Daniel Robutti | 30 de julio de 2022      |

### Mujeres
| Peso        | Campeón                   | Fecha                    |
| ----------- | ------------------------- | ------------------------ |
| Paja        | Vacante                   |                          |
| Minimosca   | Ayelén Micaela Granadino  | 7 de septiembre de 2019  |
| Mosca       | Vacante                   |                          |
| Supermosca  | Vacante                   |                          |
| Gallo       | Vacante                   |                          |
| Supergallo  | Juliana Vanesa Basualdo   | 3 de diciembre de 2021   |
| Pluma       | Edith Soledad Matthysse   | 25 de septiembre de 2021 |
| Superpluma  | Karen Elizabeth Carabajal | 23 de octubre de 2021    |
| Ligero      | Yamila Belén Abellaneda   | 21 de febrero de 2020    |
| Superligero | Vacante                   |                          |
| Welter      | Vacante                   |                          |
| Superwelter | Vacante                   |                          |

- Actualizado el 09/08/2022[3]